# Lake Mykee Town
Lake Mykee Town es una villa ubicada en el condado de Callaway en el estado estadounidense de Misuri. En el Censo de 2010 tenía una población de 350 habitantes y una densidad poblacional de 556,11 personas por km².

## Geografía
Lake Mykee Town se encuentra ubicada en las coordenadas 38°40′41″N 92°6′5″O / 38.67806, -92.10139. Según la Oficina del Censo de los Estados Unidos, Lake Mykee Town tiene una superficie total de 0.63 km², de la cual 0.48 km² corresponden a tierra firme y (23.87%) 0.15 km² es agua.

## Demografía
Según el censo de 2010, había 350 personas residiendo en Lake Mykee Town. La densidad de población era de 556,11 hab./km². De los 350 habitantes, Lake Mykee Town estaba compuesto por el 96.86% blancos, el 0.57% eran afroamericanos, el 0% eran amerindios, el 0.86% eran asiáticos, el 0% eran isleños del Pacífico, el 0% eran de otras razas y el 1.71% pertenecían a dos o más razas. Del total de la población el 1.43% eran hispanos o latinos de cualquier raza.